# 细叶水芹
细叶水芹（学名：Oenanthe dielsii var. stenjophylla）为伞形科水芹属西南水芹的变种。分布于中国大陆的湖北、四川、贵州、江西等地，生长于海拔1,500米至2,000米的地区，一般生于山谷杂木林下溪旁水边草丛中，目前尚未由人工引种栽培。

## 别名
野芹菜（江西）